# Ţ

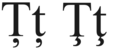
T-komma en T-cedille

Ţ (hoofdletter: Ţ, kleine letter: ţ) (t-cedille) is een schriftteken dat vaak wordt gebruikt voor de weergave van de letter Ț (t-komma) uit het Roemeense alfabet.
De reden hiervoor is dat de t-komma pas in versie 3.0 van de Unicode-standaard werd opgenomen, terwijl de t-cedille daar al langer onderdeel van was. Dat is opmerkelijk, aangezien de t-cedille in geen enkele taal voorkomt.
De Unicode-codes voor de t-cedille zijn U+0162 (hoofdletter) en U+0163 (kleine letter).